# Araucaria columnaris
Araucaria columnaris – gatunek drzewa iglastego z rodziny araukariowatych. Endemit wyspy Nowa Kaledonia, gdzie występuje naturalnie na południowym i południowo-wschodnim wybrzeżu głównej wyspy (Grande Terre). Jeszcze przed przybyciem Europejczyków gatunek został przeniesiony przez rdzenną ludność na sąsiednie Wyspy Lojalności i Île des Pins oraz dalej położone jak Anatom i Chesterfield. Rośnie w lasach wzdłuż wybrzeży nie przekraczając bariery wysokości 100 m n.p.m. Jako jedyny gatunek araukarii utrzymuje się na podłożu wapiennym. Ma status gatunku najmniejszej troski (LC) w czerwonej liście IUCN. Są to drzewa tradycyjnie szanowane przez ludność miejscową i nie są ścinane. W strefie międzyzwrotnikowej gatunek należy do najpopularniej uprawianych araukarii. Drzewa te charakterystycznie pochylają się w kierunku równika, tym bardziej, im dalej od niego rosną.

## Morfologia

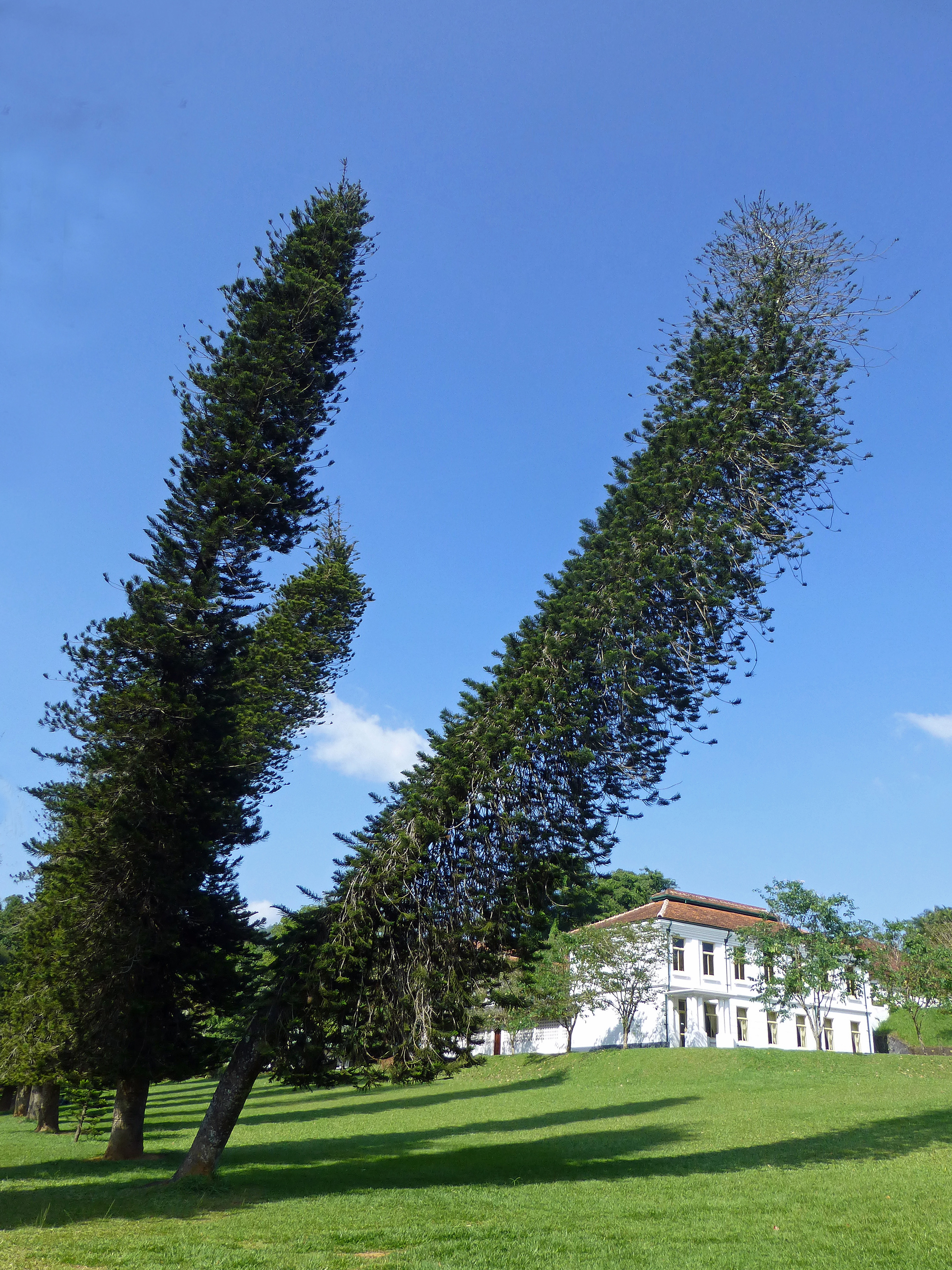
Drzewa pochylają się w kierunku równika

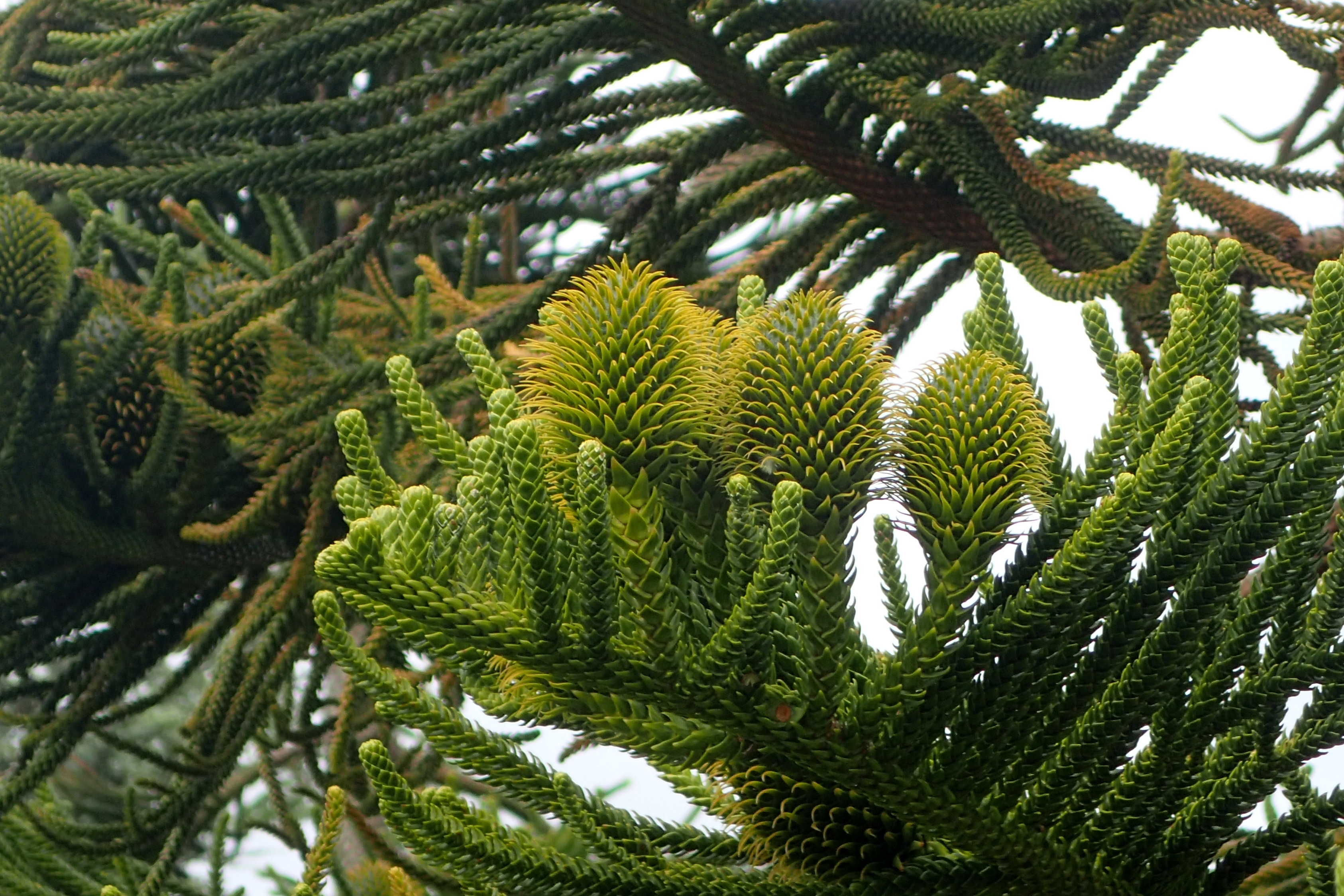
Pędy i szyszki żeńskie

PokrójDrzewo o pokroju wąskokolumnowym osiągające do 60 m wysokości. Kora na pniu szara, łuszcząca się cienkimi pasmami. Odgałęzienia pędów w jednej płaszczyźnie zwisają po bokach głównych konarów. Drzewa na całej swojej długości rosną pochylone w stronę równika – uprawiane na północnej półkuli skierowane są na południe, a te z południowej – ku północy. Im dalej od równika drzewa rosną, tym bardziej są pochylone. Mechanizm tego zjawiska nie został do końca wyjaśniony.
LiścieMłodociane igły wąskolancetowate, zagięte ku wierzchołkowi pędu, osiągają do 7 mm długości i do 3 mm szerokości. Dorosłe liście łuskowate, trójkątne z niewyraźną żyłką centralną, osiągające długość do 7 mm i szerokość do 5 mm, na wierzchołku zagięte, zaostrzone lub tępe.
SzyszkiZ kwiatami męskimi walcowate, o długości 5–10 cm i średnicy do ok. 2 cm. Łuski wyraźnie ząbkowane. Na mikrosporofilach rozwija się po 10 pylników (mikrosporangiów). Szyszki z kwiatami żeńskimi kulistawe, osiągają do 15 cm długości i 11 cm średnicy. Łuski wspierające krótkie, do 7 mm długości. Nasiona to jajowate orzeszki z zaokrąglonymi skrzydełkami osiągające do 3,5 cm długości.

## Systematyka
Gatunek najbliżej spokrewniony jest z innymi nadbrzeżnymi araukariami z Nowej Kaledonii: A. luxurians i A. nemorosa. Gatunek wraz z innymi araukariami z Nowej Kaledonii tworzy sekcję Eutacta w obrębie rodzaju araukaria Araucaria. Nowokaledońska grupa araukarii ostatniego wspólnego przodka miała ok. 7–9 milionów lat temu, ostatniego wspólnego przodka z należącą do tej samej sekcji araukarią wyniosłą Araucaria heterophylla z wyspy Norfolk – ok. 14–16 milionów lat temu, a ze wszystkimi współczesnymi araukariami 81–94 milionów lat temu.